# Petaling Jaya
Petaling Jaya là thành phố ở bang Selangor, Malaysia. Thành phố Petaling Jaya có diện tích ki lô mét vuông, dân số thời điểm năm 2010 là 638.516 người.
Đây là thành phố đông dân thứ 9 Malaysia theo dân số.

## Khí hậu
| Dữ liệu khí hậu của Petaling Jaya        | Dữ liệu khí hậu của Petaling Jaya | Dữ liệu khí hậu của Petaling Jaya | Dữ liệu khí hậu của Petaling Jaya | Dữ liệu khí hậu của Petaling Jaya | Dữ liệu khí hậu của Petaling Jaya | Dữ liệu khí hậu của Petaling Jaya | Dữ liệu khí hậu của Petaling Jaya | Dữ liệu khí hậu của Petaling Jaya | Dữ liệu khí hậu của Petaling Jaya | Dữ liệu khí hậu của Petaling Jaya | Dữ liệu khí hậu của Petaling Jaya | Dữ liệu khí hậu của Petaling Jaya | Dữ liệu khí hậu của Petaling Jaya |
| Tháng                                    | 1                                 | 2                                 | 3                                 | 4                                 | 5                                 | 6                                 | 7                                 | 8                                 | 9                                 | 10                                | 11                                | 12                                | Năm                               |
| ---------------------------------------- | --------------------------------- | --------------------------------- | --------------------------------- | --------------------------------- | --------------------------------- | --------------------------------- | --------------------------------- | --------------------------------- | --------------------------------- | --------------------------------- | --------------------------------- | --------------------------------- | --------------------------------- |
| Trung bình ngày tối đa °C (°F)           | 32.5 (90.5)                       | 33.3 (91.9)                       | 33.5 (92.3)                       | 33.5 (92.3)                       | 33.4 (92.1)                       | 33.1 (91.6)                       | 32.6 (90.7)                       | 32.7 (90.9)                       | 32.5 (90.5)                       | 32.5 (90.5)                       | 32.1 (89.8)                       | 31.9 (89.4)                       | 32.8 (91.0)                       |
| Trung bình ngày °C (°F)                  | 27.8 (82.0)                       | 28.4 (83.1)                       | 28.7 (83.7)                       | 28.9 (84.0)                       | 28.9 (84.0)                       | 28.7 (83.7)                       | 28.2 (82.8)                       | 28.2 (82.8)                       | 28.1 (82.6)                       | 28.1 (82.6)                       | 27.9 (82.2)                       | 27.7 (81.9)                       | 28.3 (83.0)                       |
| Tối thiểu trung bình ngày °C (°F)        | 23.1 (73.6)                       | 23.5 (74.3)                       | 23.8 (74.8)                       | 24.2 (75.6)                       | 24.4 (75.9)                       | 24.2 (75.6)                       | 23.7 (74.7)                       | 23.7 (74.7)                       | 23.7 (74.7)                       | 23.7 (74.7)                       | 23.6 (74.5)                       | 23.4 (74.1)                       | 23.8 (74.8)                       |
| Lượng mưa trung bình mm (inches)         | 189.8 (7.47)                      | 210.1 (8.27)                      | 273.5 (10.77)                     | 298.9 (11.77)                     | 243.1 (9.57)                      | 128.7 (5.07)                      | 141.1 (5.56)                      | 168.9 (6.65)                      | 198.1 (7.80)                      | 280.1 (11.03)                     | 330.3 (13.00)                     | 261.2 (10.28)                     | 2.723,8 (107.24)                  |
| Số ngày mưa trung bình (≥ 1.0 mm)        | 11                                | 12                                | 16                                | 16                                | 14                                | 9                                 | 10                                | 11                                | 13                                | 17                                | 18                                | 15                                | 162                               |
| Nguồn: World Meteorological Organisation |                                   |                                   |                                   |                                   |                                   |                                   |                                   |                                   |                                   |                                   |                                   |                                   |                                   |

## Thành phố kết nghĩa
- Quảng Châu, Trung Quốc.[2][3]
- Bandung, Indonesia.[2][3]
- Miyoshi, Nhật Bản.[2][3]
- Asan, Hàn Quốc.[2]